# سانتياغو بلانكو
سانتياغو بلانكو (بالإسبانية: Santi Blanco)‏ ولد بتاريخ 13 يونيو 1974، هو دراج إسباني سابق في صنف سباق الدراجات على الطريق.

## روابط خارجية
- سانتياغو بلانكو على موقع أرشيف الدراجات (الإنجليزية)
- سانتياغو بلانكو على موقع إحصائيات الدراجات الإحترافية (الإنجليزية)
- سانتياغو بلانكو على موقع نسبة الدراجات (الإنجليزية)
- سانتياغو بلانكو على موقع CycleBase (الإنجليزية)